# François Varillon
Pour les articles homonymes, voir Varillon.
François Varillon, né le 28 juillet 1905 à Bron, près de Lyon, et mort le 17 juillet 1978 à Bron, est un prêtre jésuite et théologien français, dont les ouvrages de formation et de théologie chrétienne ont marqué la spiritualité du XXe siècle.

## Biographie

### Jeunesse et entrée dans la Compagnie de Jésus
Né de Pierre Varillon et Jeanne, née Desplaces, à Bron, François Varillon grandit dans une famille de la moyenne bourgeoisie catholique de Lyon, ville à laquelle il restera attaché toute sa vie.
En septembre 1925, il vit une expérience mystique en compagnie d'une jeune fille dont il est amoureux, Simone Chevallier ; tous deux se promettent, pour sublimer cette affection, d'entrer dans la vie religieuse en gage de mutuelle fidélité. Son ami Lucien Rebatet, comme lui étudiant à Lyon (et qui raconte avoir un temps été le compagnon de Simone Chevallier), s'inspirera de cet épisode pour développer la matière de son roman Les Deux Étendards, publié en 1951, où il le fait figurer sous les traits de Régis Lanthelme. Simone, quant à elle, campera François sous les traits de Vincent Ramenel dans La Ville aux deux fleuves (1945).
À vingt-deux ans, François Varillon entre au noviciat jésuite d'Yzeure, après une licence de lettres. Il est ordonné prêtre le 24 juin 1937, et il prononce ses vœux définitifs dans la Compagnie de Jésus le 2 février 1945.

### Renouveler l'intelligence de la foi
Le cœur de son ministère est l'éducation de la foi. Enseignant et aumônier auprès de lycéens et d'étudiants dans les années 1930, il fonde des foyers destinés à expérimenter un authentique art de vivre chrétien. Pendant vingt ans, il anime des cycles de conférences mensuelles, où il présente les nouveautés de la littérature, du théâtre, de la musique, du cinéma,.
Après la Seconde Guerre mondiale, il devient aumônier de l'Association catholique de la jeunesse française, et se consacre pendant plus de dix ans à la formation des jeunes de ces mouvements. Tout au long de sa vie, il assure la prédication de nombreuses retraites spirituelles.
Une des originalités de son enseignement est l'alliance qu'il réalise entre « la spiritualité du pur amour et l'ascétisme ignacien », comme le souligne René Rémond.
François Varillon a plaidé avec constance dans son enseignement pour l’exercice de l’intelligence dans la foi, « pour la foi contre le fidéisme », pour que la foi ne soit pas aveugle. Il n'édicte pas des dogmes de foi et ne se contente pas de développer des intuitions spirituelles, mais au contraire il cherche à faire œuvre de raison et à ne rien proposer qu’il ne puisse fonder. Dieu appelle chacun à exercer sa liberté. Pour lui, la foi n’implique pas la démission de la raison. C’est dans l’exercice de cette liberté, dans les choix que chacun fait, au discernement desquels invitent d'ailleurs les exercices spirituels d’Ignace de Loyola, fondateur de la Compagnie de Jésus, que l'on rencontre Dieu.
Pendant les dix dernières années de sa vie, il parcourt la France pour y donner des conférences, à Paris, Lyon, Marseille, Genève, allant « jusqu'à dormir dans seize lits différents » certains mois. Le contenu en a été recueilli par Bernard Housset, futur évêque de Montauban,. Publié à titre posthume sous le titre Joie de croire, joie de vivre, avec une préface de son ami René Rémond, cet ouvrage connaît un grand succès avec plus de cent mille exemplaires vendus.

### L'Humilité de Dieu
Pour François Varillon, l’homme peut être sûr que Dieu respecte sa liberté car il n’est qu’amour. Avec cette idée, Varillon développe une avancée théologique dans L’Humilité de Dieu, montrant un nouveau visage de Dieu, non pas tout-puissant et impassible comme le concevaient nombre de chrétiens ou comme peut souvent le montrer l'Ancien Testament, mais au contraire : « Si Dieu est amour, il est humble ». Si Dieu est tout puissant, il ne peut que ce que peut l’amour. C’est celui qui aime le plus qui est le plus dépendant. Il reçoit pour cet ouvrage le Grand Prix catholique de littérature en 1974.

### L'alliance entre culture et foi

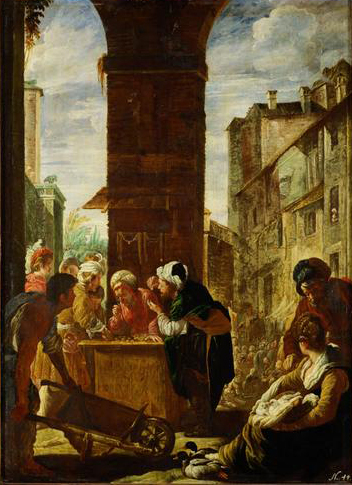
Parabole de la perle à grand prix, atelier de Domenico Fetti, XVIIe siècle, Musée d'Histoire de l'art de Vienne.

Passionné de culture littéraire et plus particulièrement de musique, joueur de piano, le titre de son premier article dans la revue jésuite Étvdes est « Culture humaine et renoncement chrétien » (1935). Pour la messe de son jubilé de vie religieuse, il choisit la parabole du négociant en fines perles qui, pour acquérir la perle incomparable, doit sacrifier toutes les autres. Son maître intellectuel et spirituel, Victor Fontoynont, l'aidera à résoudre dans la paix ce dilemme.
Il se dit « constitué par un triangle assez caractéristique dont les angles s'opposent : Fénelon, Claudel, Wagner. Il serait assez difficile de déterminer comment il y a une compensation entre ces trois génies ». Wagner évoque les passions emportées, Fénelon est un pôle de rigueur et de sagesse, et Claudel lui fait découvrir la joie, « la joie malgré la souffrance ; la joie au cœur du renoncement », « l'essentiel de l'essentiel ». Devenu intime du poète, il en édite après sa mort le Journal dans la bibliothèque de la Pléiade.
Ces influences diverses ne sont pas pour autant la cause d'une divergence, car François Varillon a la passion de la cohérence, en fidélité à sa vocation. « Pour lui, la foi en la Révélation chrétienne était le lieu d’où pouvait rayonner la cohérence sur tout le réel. ». Il voit et vit une unité profonde entre raison et foi, entre culture et spiritualité, « une harmonie profonde », « qui transparaît jusque dans ses écrits. ».

## Ouvrages
- 1957 : Fénelon et le pur amour, Le Seuil
- 1968 : Un abrégé de la foi catholique, éditions Prière et Vie
- 1974 : L'humilité de Dieu, Centurion, (lauréat du Grand Prix catholique de littérature)
- 1975 : La souffrance de Dieu, Centurion
- 1967 : Claudel, Paris, Desclée de Brouwer, coll. "Les écrivains devant Dieu"
- 1972 : Débat sur la foi, avec Marcel Légaut, Desclée de Brouwer
- 1978 : Deux chrétiens en chemin, nouvelle rencontre avec Marcel Légaut, Éditions Aubier-Montaigne
- 1978 : Beauté du monde, souffrance des hommes, livre d'entretiens avec Charles Ehrlinger l'année de son décès, Bayard-Centurion
- 1981 : Joie de croire, Joie de vivre, Conférences recueillies par Bernard Housset, préface de René Rémond, Centurion
- 1986 : La Parole est mon royaume. Vingt homélies au fil de l'année liturgique, Centurion
- 1992 : Vivre le christianisme. La dernière retraite du père Varillon, Bayard-Centurion
- 1994 : Journal d'une passion, Bayard
- 1995 : Un chrétien devant les grandes religions, Bayard-Centurion
- 1995 : Eléments de doctrine chrétienne, 2 tomes, Le Seuil, collection "Livre de vie" (T. 1  (ISBN 978-2-0202-5389-5)) - (T. 2  (ISBN 978-2-0202-5390-1))
- 1998 : Le message de Jésus, Bayard-Centurion
- 2001 : Propos sur la prédication, avec Georges Michonneau, Artège
- 2005 : Traversées d'un croyant, choix de textes présentés par Charles Ehrlinger, Bayard
- 2007 : Elements de doctrine chrétienne, Paris, Desclée de Brouwer, 2007, 607 p. (ISBN 978-2-2200-5866-5)

## Reconnaissance publique
- À Lyon, une place porte son nom : place Père François-Varillon.